# Maxime Collignon
Léon-Maxime Collignon (Verdun, 8 novembre 1849 – Parigi, 15 ottobre 1917) è stato un archeologo e storico dell'arte francese.

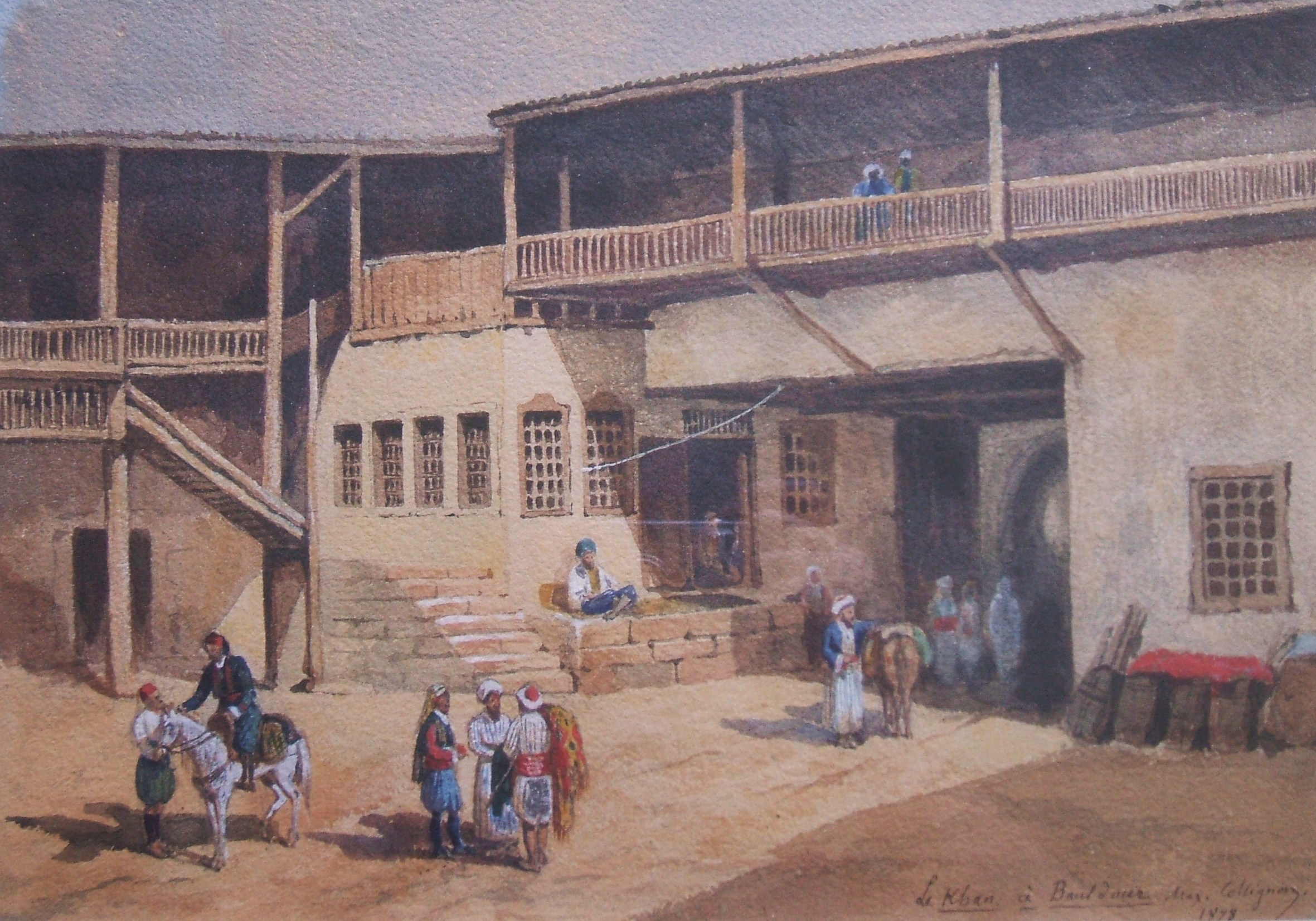
Acquarello di Collignon, disegnatore della spedizione di Louis Duchesne in Anatolia, nel 1878. Il khan de Bouldour, (attuale Burdur).

È stato membro dell'Institut de France, dell'École française d'Athènes, professore alla facoltà di Lettere dell'Università di Parigi e membro residente della Société nationale des Antiquaires de France.

## Lavori
- Maxime Collignon et Louis Duchesne, Rapport sur un voyage archéologique en Asie Mineure in Bulletin de correspondance hellénique, Thorin, Paris, 1877.
- Maxime Collignon, Notes d'un Voyage en Asie-Mineure in Revue des Deux Monde, tome 37, 1880.

Specialista della storia della scultura greca, ha anche pubblicato:
- Catalogue des vases peints du Musée de la Société archéologique d'Athénes, E. Thorin, 1878 ;
- Manuel d'archéologie grecque, 1881 ;
- Mythologie figurée de la Grèce, 1883 ;
- Histoire de la sculpture grecque, Firmin-Didot et Cie. Paris, 1892 ;
- Les Fouilles de Priène, Revue des Deux Mondes, 1901.